# Zé Gato
Zé Gato foi uma série de televisão policial produzida pelo Centro Português de Cinema para a RTP em 1978 e transmitida na RTP2 entre 6 de dezembro de 1979 e 19 de agosto de 1980. 

## Caraterização e lançamento da série
Esta série caracteriza-se por não dar uma grande atenção aos detalhe mas por outro lado apresentar uma história bastante rica e realista. Foi na altura um bom ensaio para fazer uma série policial com conteúdo credível mesmo com um orçamento baixo. Foi usada ainda como chamariz para a estreia da "nova" RTP2, canal que foi autonomizado em 1979 e que até então era um mero retransmissor da emissão da RTP.

## Sinopse
Lisboa, 1979. Depois da Revolução de 25 de Abril de 1974, a liberdade trouxe alguns aspectos menos positivos. A cidade tem os seus meandros sujos, com "histórias" da noite (e do dia…), crime, negócios escuros, traficantes de droga, assassinos e pirataria e é aí que entra o Zé Gato.
Zé Gato (Orlando Costa) é um agente de Polícia, cínico e conhecedor destes meandros. Caracteriza-se pela sua rectidão, coragem e pelos métodos pouco ortodoxos que usa para apanhar os criminosos. Não era comum na altura o trabalho sob disfarce e quando tinha de bater em alguém também o fazia. Uma das suas marca mais características é fazer "dançar" uma moeda pelos seus dedos.
O seu chefe é o Inspector Duarte (António Assunção). Austero, exigente e sempre com "duas pedras na mão". No fundo acabava por apreciar o seu subordinado pela sua coragem e confiava nele para os casos mais perigosos que chegaram mesmo a ser arriscados e que exigiam esperteza e subtileza. O superior de Duarte é o comissário da polícia (Baptista Fernandes).
O principal informador de Zé é um marginal com a alcunha de "Matrículas" (Luís Lello). Com aquele jeitinho de "desenrasca" e  vendedor ambulante tipicamente português (os "negócios" de ocasiao e os menos claros, os totobolas…). É o melhor amigo de Zé fazendo-lhe favores que põem em risco a sua própria vida (num episódio, Zé é internado num hospital - depois de o tentarem matar - e é Matrículas que marca presença numa das suas operações policiais). Trata Zé e Duarte com respeito, chamando chefe a Zé e Senhor Doutor ou apenas Doutor a Duarte.
Um outro grande amigo de Zé é um ex-Agente a quem Zé trata por "Mestre" (Canto e Castro). Já reformado, é como um guru para Zé, dando-lhe dicas e conselhos de como prosseguir o seu trabalho da melhor forma.

## Elenco
| Elenco                | Elenco                        | Elenco                            |
| Nome do Ator          | Nome da personagem            | Nº de episódios presentes         |
| --------------------- | ----------------------------- | --------------------------------- |
| Orlando Costa         | Zé Gato                       | 12 episódios, 1979                |
| António Assunção      | Duarte                        | 11? episódios, 1979               |
| Luís Lello            | Matrículas                    | 10? episódios, 1979               |
| Canto e Castro        | Mestre                        | 9? episódios, 1979                |
| Márcia Breia          | Inês                          | 4 episódios, 1979                 |
| Carlos César          | Películas                     | 1 episódio, 1979 1 episódio, 1980 |
| Baptista Fernandes    | Chefe de Polícia (Comissário) | 1 episódio, 1979 1 episódio, 1980 |
| Manuel Cavaco         | Homem do Bar                  | 1 episódio, 1979 1 episódio, 1980 |
| Jacinto Ramos         | Torres                        | 2 episódios, 1979                 |
| Pedro Bandeira-Freire | Raúl                          | 1 episódio, 1979                  |
| António Feio          | Manuel                        | 1 episódio, 1979                  |
| Luís Alberto          | Chico                         | 1 episódio, 1979                  |
| Rui Mendes            | Agente FBI                    | 1 episódio, 1980                  |

## Filmagens
- Tal como outras realizações de Rogério Ceitil da altura a série teve poucos meios e ainda era gravada em rolos de filmes. Na abertura indica que se trata de "um filme de Rogério Ceitil" até porque era produzida pelo Centro Português de Cinema. [1]
- A elevada quantidade de falhas tinham de ser colmatadas no decorrer das gravações devido à falta de meios e de dinheiro por parte da equipa técnica de Rogério Ceitil.
- Rogério Ceitil comprava constantemente rolos de fitas de filmes para a câmara que gravava a série pois o gasto da fita de rolo dependia da forma como os atores se comportavam. Se houvesse algum engano por parte do ator, o rolo era gasto mais depressa por ser necessário cortar uma pequena parte do rolo onde havia a falha do(s) ator(es) por isso era muito importante que os atores fizessem bem as cenas à primeira.
- Zé Gato continua a ser a segunda série mais popular de Rogério Ceitil perdendo apenas para Duarte e Companhia.

## Episódios com toques de comédia

### A união de Rui Mendes e António Assunção
Os 12 primeiros episódios apresentam denominadores comuns (Há um crime a decorrer/ Zé investiga e intervém/ Zé pede conselhos a Mestre/ Zé pede favores a Matrículas/ Zé é admoestado por Duarte/ Zé e Duarte agem perante o caso/ Zé enfrenta "de peito aberto" os bandidos/ Zé sai - quase sempre - vitorioso).
O último episódio ("O Agente Americano") é totalmente humorístico. Neste, Duarte (António Assunção) recebe uma ordem do comissário (Baptista Fernandes) para ir receber um suposto agente do FBI (Rui Mendes) e servir-lhe de cicerone na visita à cidade de Lisboa.
A forma como o episódio está escrito, a forma como ambos os actores (António Assunção e Rui Mendes) se entrosavam, o facto dos "gags" serem de facto hilariantes, revela que poderá ter estado na origem da série "Duarte e Companhia" que foi da autoria da mesma equipa de escrita e realização (Rogério Ceitil, João Miguel Paulino, etc.) e que teve os dois actores como protagonistas.

#### Curiosidade
Duarte e Companhia também teve bastantes atores em comum com Zé Gato. Os atores António Assunção e Canto e Castro e o referido Rui Mendes do episódio: o agente americano), Ema Paul (episódio: A Vermelhinha), Baptista Fernandes (episódios: O Inquérito e o agente americano) e ainda Luís Alberto (episódio: Lembras-te, José). Orlando Costa foi escolhido pelo realizador Luís Filipe Costa para uma pequena participação na série Uma cidade como a nossa de 1981 onde voltou a desempenhar o mesmo papel.

### A união de Luís Lello e António Assunção
Como Orlando Costa estava internado no hospital acontece uma maior união entre Matrículas e o Inspetor Duarte. A união deles no episódio A Vermelhinha teve alguns toques de comédia pois Duarte (António Assunção) disfarça-se de marginal e joga à vermelhinha e ainda desafia os participantes que queiram entrar na aposta. Também quando está com duas raparigas fala de uma forma bastante cómica e diz que veio de França para Portugal. Essas cenas cómicas teriam ajudado à ideia de Rogério Ceitil, a fazer a união de Rui Mendes e António Assunção no último episódio. 

## Guia de Episódios
| Temp. | Temp. | Episódios | Ano de Transmissão | Dia da Semana                                                 | Elenco Principal                                             |
| ----- | ----- | --------- | ------------------ | ------------------------------------------------------------- | ------------------------------------------------------------ |
|       | 1     | 13        | 1979 - 1980        | Quinta-feira (episódios 1 a 6) Terça-feira (episódios 7 a 13) | Orlando Costa, Luís Lello, Canto e Castro e António Assunção |

## Curiosidades
- Inicialmente esteve para se chamar Um Gato no Caixote do Lixo mas depois o título foi abreviado para simplesmente Zé Gato.[3]
- Foi produzida para a RTP pelo Centro Português de Cinema, extinta cooperativa cinematográfica, com a assinatura de Rogério Ceitil.[3]
- A série começou por ser exibida nas noites de quinta-feira, na RTP2. Estreou a 6 de dezembro de 1979.[4]
- No decorrer das filmagens, Orlando Costa sofreu um acidente e partiu uma perna, o que o impediu de prosseguir com o ritmo normal das gravações. A exibição da série teve de ser interrompida após o 6º episódio (exibido em 17 de janeiro de 1980) e voltou a ser exibida cinco meses depois mas agora às terças-feiras mas ainda no mesmo canal. Nos episódios 5 e 6, Zé Gato teve uma participação pouco activa, pois Costa encontrava-se numa cama de hospital.[3]
- Muitas vezes a imprensa referia-se aos episódios 7 a 13 como uma segunda série mas Rogério Ceitil esclareceu: “Não gostaria de dividir a série em duas partes, pois considero ser uma divisão fictícia, provocada por um acidente de percurso que foi o Orlando Costa partir uma perna”.[3]
- Devido às datas em que foi exibida, a série teve a sua primeira parte exibida a preto e branco, enquanto que quando voltou ao ar em junho de 1980, as emissões já eram feitas a cores.[3]
- Para além de assinar a letra do tema da série, Jorge Palma apareceu no episódio Olho por olho, como um cantor de rua. Nesta cena, interpretou trechos das músicas "You Are My Flower", da dupla Flatt & Scruggs, e "Enquanto o Pau Vai e Vem", da sua autoria. [1]
- O episódio Uma pessoa importante, cujo tema era a pirataria discográfica, contou com a participação de Paulo de Carvalho, Carlos Vidal e Tozé Brito, no papel de cantores cujas atuações num bar eram gravadas e vendidas em cassetes piratas. [1]
- Também Manuela Moura Guedes marcou presença, como cançonetista de um bar no episódio Baptismo de Fogo
- Manuel Luís Goucha, que na época se dedicava à representação, aparece no episódio A vermelhinha.
- Uma das histórias foi gravada em Macau, preenchendo a segunda metade do episódio Liberdade condicional.[3]
- Zé Gato regressou numa pequena participação na série "Uma Cidade Como a Nossa", em 1981 – uma homenagem de Luís Filipe Costa a Rogério Ceitil. O polícia aparece em cena contando que está de partida precisamente para Macau.[3]
- O genérico da série foi imortalizado com o tema interpretado por Pedro Brito, e que foi lançado em single. Mais recentemente, foi incluído na coletânea O melhor dos anos 80 – as músicas dos filmes.
- O famoso refrão (“Quem és tu, Zé Gato, e o que te faz correr pelos cantos mais sujos desta terra…”) foi adaptado para o genérico do programa "Zé Carlos", dos Gato Fedorento, que estreou na SIC em outubro de 2008. A letra foi transformada em: “Quem és tu, Zé Carlos, e o que te faz ir pró ar aos domingos…”.
- Zé Gato marcou um ponto de viragem na produção televisiva portuguesa. À semelhança de "Retalhos da Vida de um Médico", que foi para o ar na mesma época. Foi considerada uma das primeiras séries de ficção nacional a obter um êxito assinalável junto do público.[3]
- Um outro facto inédito foi ter sido feita a produção de um episódio piloto para avaliação por parte da RTP.[3]
- O último episódio de Zé Gato (onde, inusitadamente, Zé Gato não aparece!) foi, na sua concepção, bastante diferente dos outros. Aqui desabrochava a ideia para uma das séries de maior sucesso da RTP: Duarte & Cª…[3]
- Luís Lello, o intérprete do caricato Matrículas, faleceu em Dezembro de 1980, pouco tempo após o término da série.[3]
- A série foi reposta na RTP1 em 1984, nas férias da Páscoa, e em 1986, no verão.

- A série tem sido reposta regularmente na RTP Memória. Foi reposta em 2016, às 8:30 e com repetição às 22:00 e em 2017 às 20h00. Ambas as vezes após a reposição da série Duarte e Companhia.
- Em 2019, os episódios foram todos remasterizados e disponibilizados na RTP Arquivos, passando assim a poder ser vista em qualquer altura.

## Armas usadas emZé GatoeDuarte e Companhia
Em Fevereiro de 2013, a PSP de Vila Franca de Xira apreendeu em casa de Rogério Ceitil na freguesia de Alhandra, um revólver de calibre .32 e uma espingarda de cano liso ('shotgun') de calibre 12 utilizadas nas filmagens das séries Zé Gato e Duarte e Companhia, entregues voluntariamente pelo produtor. O produtor manifestou a vontade de as armas ficarem expostas em algum local, tendo em conta o seu valor histórico.

## Ficha técnica
- Ano de Produção: 1978
- Anos de transmissão: 1979/1980
- Formato técnico: Filme, Cor
- Aspect Ratio: 4:3
- Episódios, 13 x 50min, com um intervalo
- Produção/Realização:
  - Rogério Ceitil (13 episódios, 1979)
- Escrita:
  - João Miguel Paulino (12? episódios, 1979)
  - Dinis Machado (3? episódios, 1979)
  - Pedro Franco (2? episódios, 1979)
- Produção
  - Rogério Ceitil.... Produtor (13 episódios, 1979)
- Música Original
  - Tozé Brito/Jorge Palma (13 episódios, 1979)
- Cinematografia/Direcção de Fotografia
  - António Escudeiro (13 episódios, 1979)
- Montagem/Edição
  - Rogério Ceitil (alguns episódios)
  - Maria José Pinto (alguns episódios)
- Director assistente
  - José Torres.... Director assistente (alguns episódios)